# Nils Widforss
Nils Widforss (30 ottobre 1880 – 2 maggio 1960) è stato un ginnasta svedese.

## Palmarès

### Olimpiadi
- Oro a Londra 1908 nel concorso a squadre.